# Автомодельный спорт
Автомодельный спорт — технический вид спорта, в котором спортсмены управляют самоходными моделями автомобилей с помощью радиосвязи или другими методами. В соревнованиях моделей управляемых с помощью радиосвязи — российской управляющей организацией выступает Федерация автомодельного спорта России (ФАМС). Международной управляющей организацией выступает Международная федерация автомодельного спорта (IFMAR), под эгидой IFMAR начиная с 1977 года раз в 2 года проводятся чемпионаты мира, на которых наибольших успехов добивались спортсмены Италии, Германии, СССР, США, Японии, Великобритании.

## Спортивная классификация радиоуправляемых автомоделей
Классификация шоссейных моделей:
РЦА, РЦБ — модели-копии с электрическим двигателем для соревнований на трассе слалома.
РЦЕ-12 — модели масштаба 1/12 с электрическим двигателем для групповых гонок в закрытых помещениях.
РЦЕ-10 — модели масштаба 1/10 с электрическим двигателем для групповых гонок на открытом воздухе, с приводом на одну ось
ДТМ (TC-10) — модели-полукопии масштаба 1/10 с электрическим двигателем для групповых гонок.
ДТМ-нитро — модели-полукопии масштаба 1/10 с двигателем внутреннего сгорания до 2,5 см³ для групповых гонок.
Классификация багги:
Багги 2WD — модели масштаба 1/10 с электрическим двигателем для групповых гонок по пересеченной местности, с приводом на одну ось(заднюю). Тип двигателя строго зафиксирован.
Багги 4WD — модели масштаба 1/10 с электрическим двигателем для групповых гонок по пересеченной местности, с полным приводом. Тип двигателя такой же, как и у Багги 2WD
Багги 8Д (B8) — модели масштаба 1/8 с калильным, одноцилиндровым двухтактным двигателем внутреннего сгорания объёмом до 3,5 см³. Объём топливного бака не более 125 см³, или штатно установленным объёмом на шасси. Односкоростная трансмиссия. Допускается корпус только стиля багги. Задний ход должен быть отключен. Управляемых колёс — 2.
Mini-Z — масштаб 1/28 — групповые гонки в закрытых помещениях. Один из самых миниатюрных классов.
Класс модели определяет основные технические требования, но он может делиться на подклассы с разным составом участников и более детальным регламентом, касающимся в основном характеристик двигателя. Пример деления класса ДТМ-Э:
- ДТМ-Стандарт — допускается использование только стандартного электродвигателя с закрытым щеточным узлом. Зачастую жестко регламентирован тип или максимальная ёмкость батареи, есть и другие ограничения, направленные на снижение стоимости участия. Это класс для начинающих спортсменов, участие профессиональных спортсменов может быть ограничено. По достижении определённого количества побед/призовых мест участник может переходить в следующий класс.

- ДТМ-Сток — используется электродвигатель с установленным техническим регламентом количеством витков.

- ДТМ-Модифид — нет ограничений по количеству витков двигателя.